# Cathleen Rund
Cathleen Rund, née le 3 novembre 1977 à Berlin, est une ancienne nageuse allemande, championne d'Europe du 200 m dos en 1997.

## Biographie
Cathleen Rund est la fille de la nageuse Evelyn Stolze et du joueur de water-polo, Peter Rund (en). Elle étudie le sport à l'Université Humboldt de Berlin,.
Lors des Championnats d'Europe de natation 1997, elle remporte le 200 m dos, un an après sa médaille de bronze sur la même course aux Jeux olympiques d'été de 1996. Elle se retire de la compétition en 2000 et devient entraîneuse en 2004.